# Șoldănești, Botoșani
Șoldănești este un sat în comuna Blândești din județul Botoșani, Moldova, România. Satul Șoldănești din comuna Blândești, se află așezat în partea sud-estică a județului, la kilometrul 21 de pe șoseaua Botoșani – Ștefănești fiind deviat la 2 km de la această șosea. Este situat pe așa numitul Dealul Mare, având ca vecini la Nord – satul Vânători, la Sud – satul Ionășeni, la Est – comuna Albești și la Vest – satul Talpa.

## Istoric
Este atestat documentar în anul 1628, prin zapisul din data de 5 aprilie, document păstrat în Documenta Romaniae Historica, vol. XIX (1626 – 1628), pag. 461 : „Eu Titea, fata lui Șoldan din Șoldănești, însă – mi mărturisesc cu acest zapis al mieu  cum am dat lui Toader Gânscă și feciorilor lui, nepoților mei, partea mea din Șoldănești, ce –a fost a lui Șoldan …”.
Acest Șoldan pare să –și fi primit numele de la pasiunea lui pentru șoldani ( iepuri) , care erau destul de numeroși în pădurile din zonă.
Printre moșierii satului Șoldănești trebuie amintit doctorul Constantin Bucșinescu, care în perioada 1890 – 1920 , a construit aici un conac din piatră și cărămidă, trei beciuri ( pentru vinuri, murături și brânzeturi), o ghețărie, o fabrică de ulei și ateliere de preparare a brânzeturilor.
În ciuda vechimii satului, dezvoltarea demografică a decurs destul de lent, înregistrându-se în 1816 – 50 de familii, în 1930 – 113 familii, în 1969 – 162 familii, în prezent (2010) existând 156 de familii.
Ocupația de bază a fost din cele mai vechi timpuri creșterea animalelor  și agricultura.

## Biserica
Biserica a fost construită de către locuitorii satului în perioada 1882 -1892 la stăruința preotului Mihai Lăpușneanu din Parohia Cerchejeni, fiind sfințită la 4 decembrie 1892 cu hramul „Sf. M. Mc. Varvara”.
Ea este menționată în volumul „Cultul ortodox din județul Botoșani în 1906”, pagina 139 : „ Biserica  filială din Șoldănești, zidită de obștea satului din cărămidă și piatră în anul 1893, nu posedă nici o avere. De la construcția ei și până în prezent a avut preot pe Mihai Lăpușneanu ; a avut o singură reparație la clădire și până în prezent și astăzi se găsește în stare bună”.
Trebuie remarcat faptul că populația atât de redusă ca număr ( 344 locuitori în 1891 ), a putut construi prin eforturile lor  bănești o mică biserică de zid, în timp ce alte sate mai dezvoltate nu aveau măcar una din lemn.
În anul 1893, în urma arondării parohiilor și datorită apariției noii Legi a Clerului de mir, satul Șoldănești, trece ca filie la Parohia Ionășeni, cu excepția anilor 1939 – 1943 când a fost parohie independentă. Din 1993 a redevenit parohie, dar neavând preot a rămas tot filială a Parohiei Ionășeni.
Preoții care au păstorit în Șoldănești au fost:
- Pr. Neculai Costinescu ( 1893 – 1939).
- Pr. Paroh Mihai Panaitescu ( 1939 – 1942).
- Pr. Paroh Mihail Fl. Gavril (1942 – 1943).
- Pr. Vasile Pavel ( 1943 – 1948).
- Pr. Petru Palaghiu (1948 – 1991).
- Pr. Vasile Micu ( 1992 – 2003 ).

Din data de 2 februarie 2003 paroh al satului Șoldănești este Pr. Ioan Grunzac.
Biserica a fost restaurată între 1939 – 1940, în 1950, 1963, 1976, ultima reparație având loc în perioada 1995 – 2002 sub păstorirea preotului Vasile Micu, fiind sfințită în octombrie 2002 de P.S. Calinic Botoșineanu. Toate reparațiile s-au realizat cu ajutorul credincioșilor din parohie.
Parohia Șoldănești nu a deținut teren sau vreun alt imobil până în 1993 când a primit 2 ha. de pământ.
Din toamna anului 2003 preotul Ioan Grunzac a început împreună cu credincioșii să construiască casa parohială, care în prezent se află în stadiul finisajului exterior. De asemenea s-a ridicat și o casă praznicală în curtea bisericii.
Asemenea străbunicilor lor care au ridicat o biserică din cărămidă și credincioșii de azi dovedesc că au dragoste de Dumnezeu și de Biserică ridicând în trei ani din forțe proprii o frumoasă casă parohială, în ciuda numărului redus de familii.